# Campbellsburg
|  | Per a altres significats, vegeu «Campbellsburg (Indiana)». |

Campbellsburg és una ciutat al comtat de Henry a l'estat de Kentucky, amb una població de 705 habitants en el cens del 2000.

## Demografia
Segons el cens del 2000, Campbellsburg tenia 705 habitants, 283 habitatges, i 202 famílies. La densitat de població era de 477,5 habitants/km².
Dels 283 habitatges en un 32,2% hi vivien nens de menys de 18 anys, en un 51,6% hi vivien parelles casades, en un 18,7% dones solteres, i en un 28,6% no eren unitats familiars. En el 26,9% dels habitatges hi vivien persones soles el 15,9% de les quals corresponia a persones de 65 anys o més que vivien soles. El nombre mitjà de persones vivint en cada habitatge era de 2,49 i el nombre mitjà de persones que vivien en cada família era de 3,01.
Per edats la població es repartia de la següent manera: un 27,4% tenia menys de 18 anys, un 7,9% entre 18 i 24, un 25,5% entre 25 i 44, un 23,3% de 45 a 60 i un 15,9% 65 anys o més.
L'edat mediana era de 36 anys. Per cada 100 dones de 18 o més anys hi havia 77,2 homes.
La renda mediana per habitatge era de 35.865 $ i la renda mediana per família de 41.406 $. Els homes tenien una renda mediana de 31.250 $ mentre que les dones 21.250 $. La renda per capita de la població era de 15.755 $. Entorn del 10,5% de les famílies i el 18,1% de la població estaven per davall del llindar de pobresa.